# Всемирный день защиты лабораторных животных

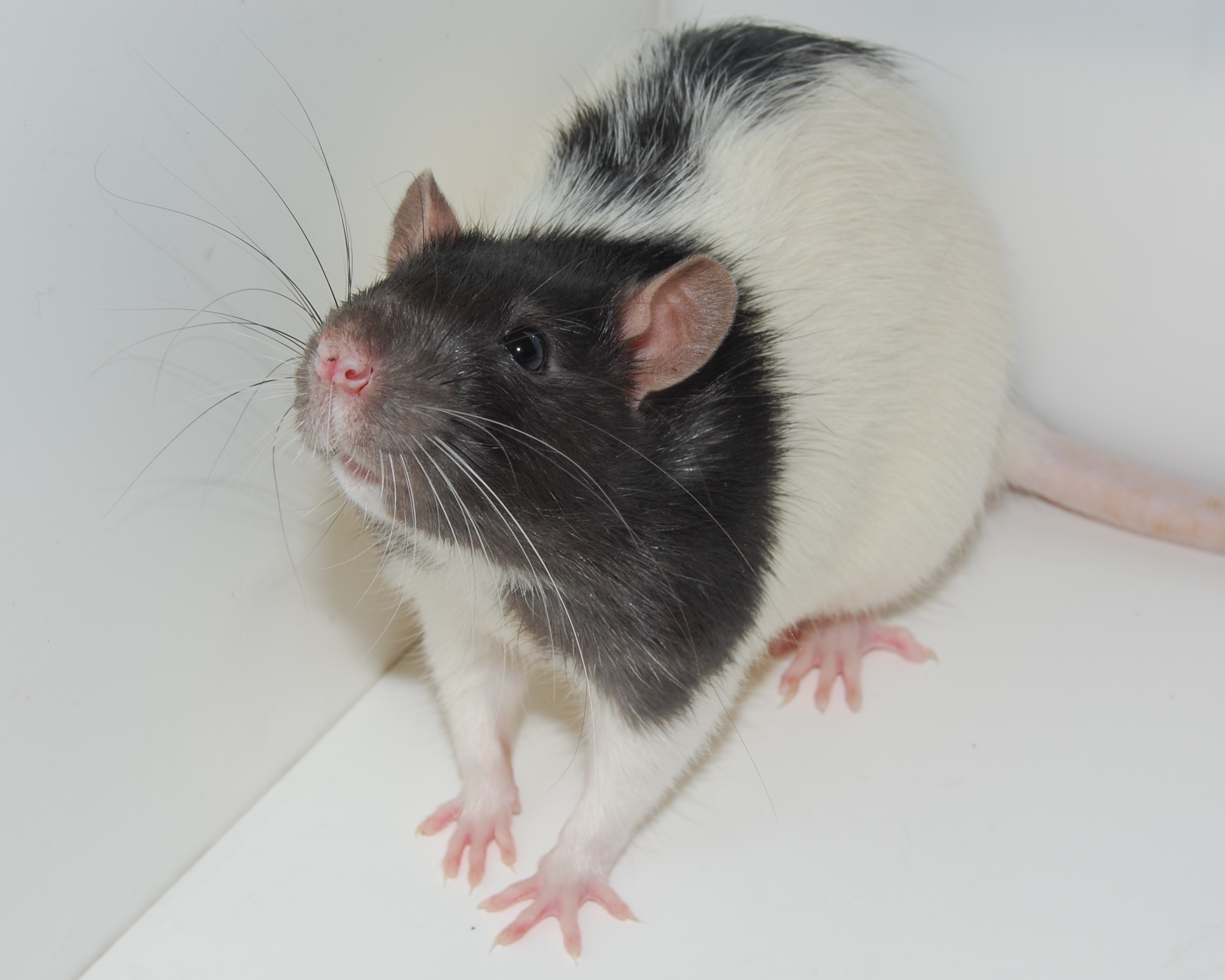
Лабораторная крыса

Всемирный день защиты лабораторных животных (англ. World Day for Laboratory Animals) — учрежден Национальным антививисекционным обществом (NAVS) в 1979 году и поддержан ООН, ежегодно отмечается 24 апреля.

## История
Дата 24 апреля была выбрана, в честь бывшего президента NAVS Хью Касвелл Трименхир Даудинга, 1-го барона Даудинга, родившегося в этот день.
В середине прошлого века во многих странах развернулось общественное движение под лозунгом «Красота без жестокости», в результате чего значительное число косметических предприятий перешло на растительное сырье (то есть без животных компонентов) и альтернативное тестирование (без использования животных). Такую продукцию помечают фирменным знаком: кролик в круге и надпись — «Not tested for animals» («Не испытано на животных»), или знаком «V» (веган).
Сегодня это событие характеризуется демонстрациями и протестами активистов, выступающих против использования животных в лабораторных исследованиях. В апреле 2010 года протестующие прошли через центральный Лондон, призвав положить конец использованию животных в исследованиях. Аналогичный марш состоялся в Бирмингеме в 2012 году и Ноттингеме в 2014 году.